# Die Robert und Andrew Kissel Story
Die Robert und Andrew Kissel Story (Originaltitel The Two Mr. Kissels) ist ein US-amerikanisches Filmdrama aus dem Jahr 2008. Der vom Kabelsender Lifetime produzierte Fernsehfilm basiert auf den voneinander unabhängigen Morden an den beiden Brüdern Robert und Andrew Kissel. Regie führte Ed Bianchi, in den Titelrollen sind John Stamos und Anson Mount zu sehen.

## Handlung
Ausgangspunkt der Filmhandlung ist der Mord an Immobilienentwickler Andrew Kissel, der in der Folge als Erzähler fungiert. Seine Leiche wird vornübergebeugt, an einen Stuhl gefesselt, mit 27 Stichwunden im Rücken, in seiner Mietvilla in Greenwich, Connecticut, gefunden. In Rückblicken behandelt der Film die Lebensgeschichte von Andrew und seinem jüngeren Bruder Robert.
Der erfolgreiche Banker Robert „Rob“ Kissel heiratet 1989 die Kellnerin und Fotografin Nancy. Die beiden kaufen ein Haus in Vermont und gründen eine Familie. Wenig später ehelicht Andrew Kissel die TV-Börsenanalystin und ehemalige Weltklasse-Freestyle-Skierin Hayley. Das Paar bewohnt ein Luxusapartment in New York City und setzt ebenfalls Kinder in die Welt. Andrew gründet ein eigenes Unternehmen und muss trotz des beruflichen Erfolges um die Anerkennung seines Vaters Bill kämpfen. Während Rob von seinem Arbeitgeber Goldman Sachs befördert und nach Hongkong versetzt wird, beginnt Andrew Investitionsgelder seiner Geschäftspartner zu veruntreuen. Als der Betrug auffliegt, zieht er mit der Familie nach Greenwich.
In Hongkong entfremdet sich Nancy zunehmend von ihrem Ehemann. Während der SARS-Pandemie geht sie mit den Kindern zurück nach Vermont, wo sie eine Affäre mit einem Kabeltechniker beginnt. Zurück in Hongkong, mengt sie einem Milkshake Rohypnol bei und lässt ihre jüngste Tochter Mary diesen ihrem Vater servieren. Nachdem Rob das Bewusstsein verloren hat, erschlägt ihn Nancy mit einer Bronzefigur auf den Hinterkopf. Sie rollt seinen toten Körper in einem Teppich ein und lässt ihn im Keller des Wohnhauses verstauen. Kurze Zeit später wird sie verhaftet und schließlich wegen Mordes zu einer lebenslangen Freiheitsstrafe verurteilt.
Andrew Kissel und seine Frau nehmen die Kinder des toten Bruders auf, doch der auf großem Fuß lebende Investor verliert langsam die Kontrolle über sein Leben. Er feiert wilde Partys, schnupft Kokain und betrügt Hayley. Als die Behörden ihm Finanzbetrug in Millionenhöhe nachweisen, wird er unter Hausarrest gestellt und muss mitansehen, wie seine Familie sich von ihm abwendet und Möbelpacker seine Besitztümer wegschaffen. Wer für seinen Tod verantwortlich ist, bleibt offen. Ein früherer Geschäftspartner ist überzeugt, dass Andrew in einem Akt der Selbstlosigkeit assistierten Suizid behangen hat, um der Familie eine Lebensversicherungsprämie zu vererben. Der Film endet mit einer Montage von Bildern aus glücklichen Zeiten.

## Produktion
Drehbuchautorin Maria Nation stützte sich weitgehend auf den Zeitschriftenartikel Kissels Of Death von Steve Fishman, der am 28. April 2006, wenige Wochen nach dem Mord an Andrew Kissel, im New York Magazine veröffentlicht wurde. Die Filmhandlung wird mehrfach durch „Zeugenaussagen“ fiktiver Weggefährten der beiden Mordopfer unterbrochen. Für die Rolle des Erzählers Andrew konnte mit John Stamos ein beliebter Serienstar, als Komponisten das renommierte Duo Reinhold Heil und Johnny Klimek gewonnen werden. Der Soundtrack umfasst unter anderem die Songs Into the Night von Benny Mardones, Money (That’s What I Want) von Barrett Strong und Dance Hall Days von Wang Chung.

### Synchronisation
| Schauspieler        | Rollenname    | Synchronsprecher   |
| ------------------- | ------------- | ------------------ |
| John Stamos         | Andrew Kissel | Jaron Löwenberg    |
| Anson Mount         | Robert Kissel | Philipp Moog       |
| Robin Tunney        | Nancy Kissel  | Elisabeth von Koch |
| Gretchen Egolf      | Hayley Kissel | Sonja Reichelt     |
| Chuck Shamata       | Bill Kissel   | Reinhard Brock     |
| Simon Reynolds      | David Pariser | Ole Pfennig        |
| Carlos Gonzalez-Vio | Juan Castillo | Patrick Schröder   |
| Amy Ciupak Lalonde  | Lizzy         | Stephanie Kellner  |

## Rezeption
In einer überwiegend positiven Kritik für Variety schrieb Laura Fries, der Film sei „gewagt“ für Lifetime-Verhältnisse und genau jene Art „billige, sexy, seltsame aber wahre Geschichte“, die einen interessanten Fernsehfilm ausmache. Das Drehbuch habe einen Beigeschmack von „Reichen-und-Berühmten-Voyeurismus“, die in Ansätzen erkennbare kritische Botschaft komme hingegen zu kurz. Stilistisch sei der Film uneinheitlich, fühle sich zeitweise wie eine Black Comedy, zeitweise wie ein Mystery-Krimi ohne klare Auflösung an. Regisseur Ed Bianchi gelinge es dennoch, seine Darsteller, allen voran John Stamos und Robin Tunney, richtig zu inszenieren. Die ausgefallene Kameraführung und verschiedenen Techniken würden die sich ständig verändernde Welt dieser pathologischen Leben reflektieren.
Beim US-Kabelsender Lifetime wurde The Two Mr. Kissels erstmals am 15. November 2008 ausgestrahlt, die deutsche Synchronfassung lief ab 2010 wiederholt bei Sky Cinema sowie 2013 erstmals bei SRF zwei. In der IMDb erhält der Film eine durchschnittliche Bewertung von 5,8/10 Punkten, bei Rotten Tomatoes beträgt die Publikumswertung 48 Prozent.
Die neunjährige Cassidi Hoag wurde 2009 für ihre Nebenrolle als Roberts Tochter Mary Kissel mit einem Young Artist Award bedacht.

## Zitate
“I’ve made us money, Hayley (…) And to make money you have to gamble. And to gamble you have to take risks. And risks require nerve and guts. But you wouldn’t know anything about that, Hayley, because you have no guts!”

“Money is the water in the desert. And you and me, we’re on our knees in the sand, we’re crawling towards it. And Andrew Kissel? Well, he was the faucet that made it flow.”